# Stazione di Turi
Stazione di Turi vasútállomás Olaszországban, Turi településen.

## Vasútvonalak
Az állomást az alábbi vasútvonalak érintik:
- Bari–Casamassima–Putignano-vasútvonal

## Kapcsolódó állomások
A vasútállomáshoz az alábbi állomások vannak a legközelebb:
- Stazione di Putignano (Stazione di Putignano, Bari–Casamassima–Putignano-vasútvonal)
- Sammichele railway station (Stazione di Bari Centrale, Bari–Casamassima–Putignano-vasútvonal)